# Hans-Georg Müller (Sprachwissenschaftler, 1937)
Hans-Georg Müller (* 1937 in Suhl) ist ein deutscher Sprachwissenschaftler.

## Leben
Von 1956 bis 1962 studierte er Mathematik und Physik in Göttingen und Grenoble. Von 1996 bis 2001 absolvierte er in Tübingen ein Zweitstudium der allgemeinen und vergleichenden Sprachwissenschaft und Islamkunde. Die Promotion (2001–2003) zum Dr. phil. erwarb er bei Arnim von Stechow und Jens Peter Laut in Tübingen und Freiburg im Breisgau.

## Publikationen (Auswahl)
- Reduplikationen im Türkischen. Morphophonologische Untersuchungen. Wiesbaden 2004, ISBN 3-447-05022-5.
- Der Letzte löscht das Licht. Eine Jugend im geteilten Deutschland. Bad Münstereifel 2007, ISBN 3-929592-98-3.
- Adleraug und Luchsenohr. Deutsche Zwillingsformeln und ihr Gebrauch. Berlin 2009, ISBN 978-3-631-59764-4.
- Sammelsurium. Gedichte und Geschichten. Berlin 2012, ISBN 978-3-943755-01-5.